# 233P/La Sagra
233P/La Sagra è una cometa periodica appartenente alla famiglia delle comete gioviane.

## Scoperta
La cometa ha avuto un'insolita e complicata scoperta: individuata originariamente l'8 maggio 2005 fu ritenuta un asteroide e come tale denominata 2005 JR71, riscoperta casualmente il 19 novembre 2009 il breve arco osservativo del 2005 non permise subito il riconoscimento e pertanto fu ritenuta un nuovo asteroide e in quanto tale denominata 2009 WJ50, questa seconda scoperta permise di scoprire immagini di prescoperta risalenti al 14 novembre 2009, a questo punto i calcoli per identificare ulteriori immagini di prescoperta ed ulteriori osservazioni mostrarono che i due asteroidi erano un solo oggetto, il 6 febbraio 2010 il satellite WISE scopriva che l'oggetto aveva una chioma e che era quindi una cometa, il giorno dopo la scoperta della sua cometicità venivano scoperte immagini di prescoperta risalenti al 9 febbraio 2005. L'osservazione combinata di due passaggi al perielio ha permesso di numerare rapidamente la cometa che in questo modo ha ricevuto la sua definitiva denominazione, 233P/La Sagra.
Nei successivi passaggi al perielio non è stata osservata.